# Veselíčko u Milevska
Veselíčko (deutsch Weselitschko) ist eine Gemeinde in Tschechien. Sie liegt sieben Kilometer südlich von Milevsko in Südböhmen und gehört zum Okres Písek.

## Geographie

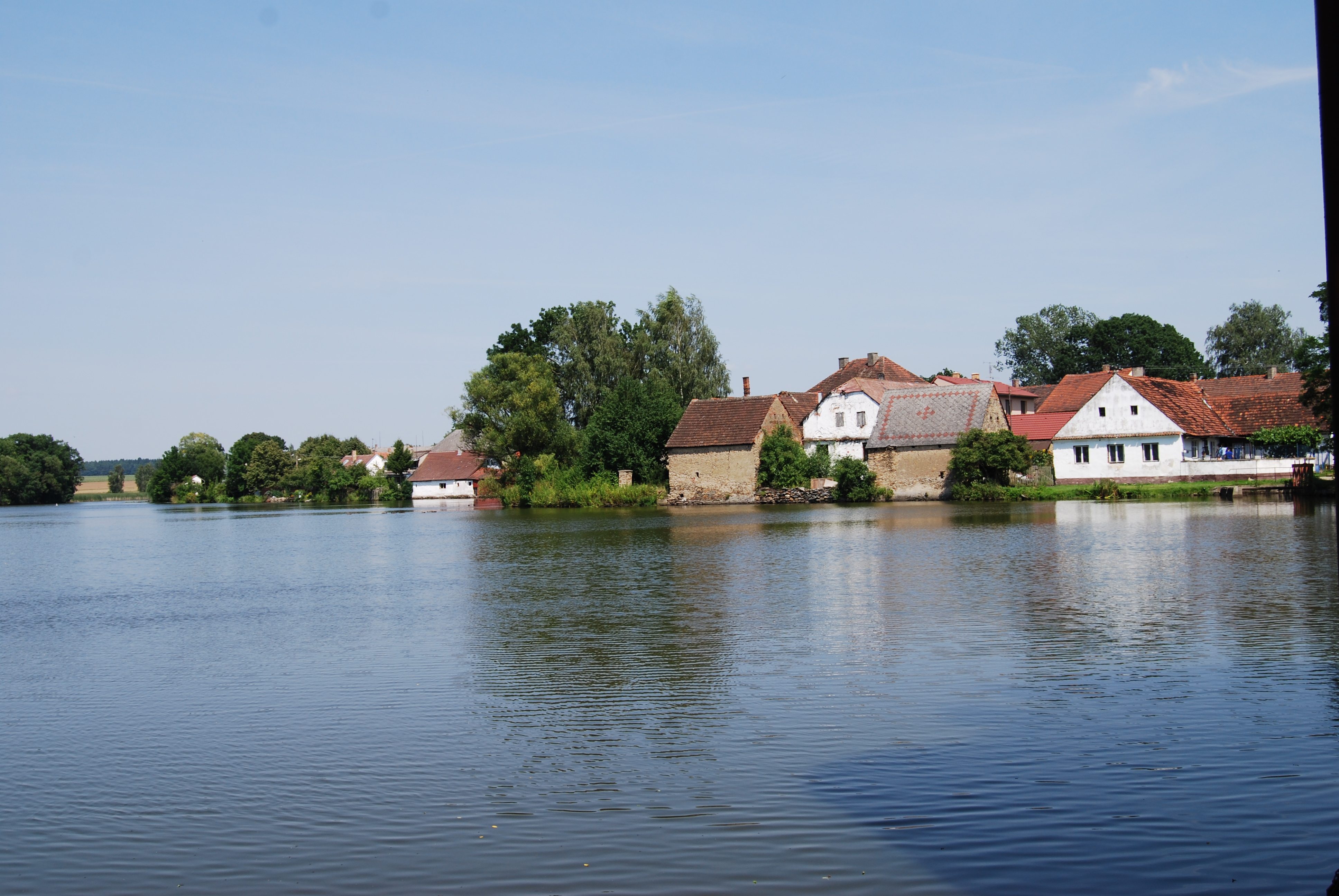
Häuser von Veselíčko am Veselský rybník

Veselíčko befindet sich im Süden der zum Mittelböhmischen Hügelland gehörigen Milevská pahorkatina. Das Dorf liegt am Bach Bilinský potok, der im nördlichen Teil von Veselíčko im Teich Veselský rybník gestaut wird. Gegen Norden befindet sich der Teich Velký Prachovský rybník. Nordöstlich erheben sich die Lomy (518 m) und der Vlčí vrch (517 m), im Südosten der Na Vartě (480 m), westlich der Šlahoun (514 m) sowie nordwestlich die Obora (570 m). Durch Veselíčko führt die Staatsstraße II/105 zwischen Milevsko und Bernartice. Nordwestlich verläuft die Bahnstrecke Tábor–Písek.
Nachbarorte sind Laňka, Ostrov, Zalarna, Prachov, Libeňák und Okrouhlá im Norden, Křižanov, Zálší und Hanov im Nordosten, Zběšičky, Ráb und Jestřebice im Osten, Kolíšov, Bilina und Bernartice im Südosten, Bilinka, Hájny, Bojenice und Křenovice im Süden, V Soudném, Dolní Rastory, Podolí I, Myslivna, Podolí, Červená und Hajnice im Südwesten, Jižiny, Jetětice, U Zárubů und Stehlovice im Westen sowie Branice im Nordwesten.

## Geschichte
Archäologische Funde belegen eine frühzeitliche Besiedlung des Gemeindegebietes. Im Jahre 1930 wurde zwischen Veselíčko und Bilina ein bronzezeitliches Depot aus der Zeit um 1500 v. Chr. entdeckt. Die ursprünglich 32 Bronzemasseln lagen in einer großen verzierten Keramikschale; 26 davon befinden sich heute im Museum von Milevsko und vier im Prager Nationalmuseum.
Veselíčko gehörte wahrscheinlich seit dem 13. Jahrhundert zu den Besitzungen des Prämonstratenserklosters Mühlhausen. Das Kloster wurde am 23. April 1420 von den Hussiten zerstört, wobei auch alle Urkunden verloren gingen. Danach schlug der Klingenberger Burggraf Jan Hájek von Hodětín die verwaisten Klostergüter der königlichen Herrschaft Klingenberg zu. Nachdem im Jahre 1430 Hussiten die Burg Klingenberg belagerten, verpfändete König Sigismund die Herrschaft 1431 an Ulrich II. von Rosenberg, weil er befürchtete, dass sein Burggraf Kunata Kapléř recht bald zu den Aufständischen überlaufen werde. Heinrich V. von Rosenberg, der die überschuldete Herrschaft 1472 übernommen hatte, verkaufte am 28. September 1473 ein Viertel der Besitzungen des Hauses Rosenberg, darunter auch das Klingenberger Pfand, seinem Vetter Bohuslav V. von Schwanberg.
Die erste schriftliche Erwähnung von Veselí stammt aus dem Jahre 1488. Nachdem Christoph von Schwanberg 1534 verstorben war, erfolgte 1540 eine Teilung der Klingenberger Güter, wobei sein zweitältester Sohn Johann von Schwanberg die Herrschaft Mühlhausen erhielt. Zu dieser gehörten neben Veselí u. a. auch die Dörfer Stehlovice, Bilina, Branice, Křižanov, Rukáveč, Velká, Kučeř und Květov. Im Jahre 1559 erbte Johanns Sohn Christoph von Schwanberg die Herrschaft Mühlhausen. Nach dem Tode seines Onkels Heinrich fiel ihm 1574 auch die Herrschaft Klingenberg zu. Im Jahre 1575 verkaufte er die Dörfer Veselí, Křižanov und Bilina an Bohuslav von Kalenice, der diese zu einem Gut zusammenschloss und in Veselí einen Herrensitz errichten ließ. Nach seinem Tode wurde das Allodialgut Veselí 1600 seinen beiden Söhnen zugeschrieben. Im Jahre 1630 erfolgte in der Landtafel die Überschreibung an Adalbert Hynko von Sternberg, dabei wurde das Gut zur Unterscheidung vom gleichnamigen Veselí, das ebenfalls im Bechiner Kreis lag, in Veselíčko umbenannt. Kurz darauf erwarb Franz von Sternberg auf Bechin das Gut. Dieser überließ Veselíčko 1635 dem Erzieher seiner Kinder, Alexander Günterthal (Ghindertael bzw. van Gindertael). Dessen Erben verkauften das Gut 1661 an Jodocus Wulff Ritter von Schwartzenwolf. Die Familie Wulff von Schwartzenwolf verkaufte das Gut 1751 Anton Chlumčanský von Přestavlk und Chlumčan. Im Jahre 1783 veräußerte der kinderlose Johann Nepomuk Chlumčanský das Gut Veselíčko seinem Schwager Josef Bretfeld zu Kronenburg. Im Jahre 1792 wurde der Schulunterricht in Veselíčko aufgenommen. 1797 wurde in Veselíčko eine Expositur der Pfarre Bernartice und 1801 ein Kaplanat eingerichtet. An der Straße nach Jestřebice wurde 1806 ein Friedhof angelegt. 1820 erbte Josef Bretfelds Sohn Franz Josef Freiherr von Bretfeld-Chlumčanský zu Kronenburg Veselíčko und kaufte 1830 noch das Gut Svatkovice von Johann Nádherný hinzu. Franz Josef Bretfeld zu Kronenburg verstarb 1839 kinderlos in Wien, das Erbe fiel seinen beiden Neffen zu.
Im Jahre 1840 umfasste das Gut eine Nutzfläche von 2203 Joch 658 Quadratklafter. Auf dem Gut lebten 1338, überwiegend tschechischsprachige Menschen, darunter 34 Israelitenfamilien. Die Haupterwerbsquelle bildete die Landwirtschaft. Die Herrschaft unterhielt zwei Meierhöfe und Schäfereien in Weseličko und Klein-Zbieschitz. Zum Gut gehörten die Dörfer Weseličko, Bylina, Křižanow und Klein-Zbieschitz sowie der Maierhof Swatkowitz (Svatkovice ) mit Schäferei und Jägerhaus. Das Amtsdorf Weseličko bestand aus 67 Häusern mit 459 Einwohnern, darunter 27 Israelitenfamilien. Unter herrschaftlichem Patronat standen das Schloss mit der daran anstoßenden Kirche zur Hl. Anna, die von einem Kooperator der Pfarre Bernarditz versorgt wurde, sowie die Schule. Außerdem gab es einen herrschaftlichen Meierhof, eine Schäferei, eine Brauerei, ein Branntweinhaus mit Viehmaststallung, ein Wirtshaus und eine Mühle. Abseits lagen das herrschaftliche Jägerhaus Saudny (V Soudném), die Wasenmeisterei W Hagych (Hájny) einschließlich einer Chaluppe sowie die Einschicht Na Prachow (Prachov) mit drei Chaluppen und einer Mühle. Weseličko war Pfarrort für Bylina, Křižanow, Branitz und Stehlowitz. Am 1. Mai 1843 verkauften die bretfeldschen Erben das Gut an Johann Nepomuk Nádherný. Bis zur Mitte des 19. Jahrhunderts blieb das Dorf immer Amtsdorf des Allodialgutes Weselitschko.
Nach der Aufhebung der Patrimonialherrschaften bildete Veselíčko/Weselitschko ab 1850 eine Gemeinde im Bezirk und Gerichtsbezirk Milevsko. Aus Spendengeldern konnte 1851 der Bau einer eigenen Kirche realisiert werden. Am 20. November 1889 nahm die Bahnstrecke Tábor – Milevsko – Písek – Ražice den Verkehr auf. Der alte Friedhof an der Straße nach Jestřebice wurde 1882 aufgehoben und ein neuer Friedhof an der Straße nach Bilina angelegt. Das Pfarrhaus entstand 1886. Im Jahre 1898 bildete sich die Freiwillige Feuerwehr. Im Jahre 1901 verkaufte die Familie Nádherný das Gut an den Unternehmer Ferdinand Přibyl. 1948 wurde die Familie Přibyl enteignet und das Schloss später zur Schule umgebaut.
Nach der Aufhebung des Okres Milevsko wurde Veselíčko Ende 1960 dem Okres Písek zugeordnet. 1961 wurde Bilina eingemeindet. Am 1. Januar 1988 wurde Veselíčko nach Branice eingemeindet. Veselíčko und Bilina lösten sich zum 1. Juli 1990 wieder von Branice los und bildeten die Gemeinde Veselíčko.

## Gemeindegliederung
Die Gemeinde Veselíčko besteht aus den Ortsteilen Bilina (Bilin) und Veselíčko (Weselitschko).

## Sehenswürdigkeiten
- Schloss Veselíčko, es entstand zum Ende des 17. Jahrhunderts für Alexander Günterthal. Unter Anton Chlumčanský von Přestavlk und Chlumčan erfolgte eine Neugestaltung des Schlosses. Josef Bretfeld ließ das Schloss in den Jahren 1797 bis 1798 im Barockstil erweitern; dabei erfolgte der Anbau des rechten Flügels sowie der öffentlichen Schlosskapelle der hl. Anna mit der Bretfeldschen Familiengruft. Um das Schloss ließ er einen englischen Landschaftsgarten anlegen. Später wurde es noch mehrfach umgestaltet und 1940 durch die Familie Přibyl instand gesetzt. Zu dieser Zeit waren in einem Saal noch Fresken aus dem 18. Jahrhundert erhalten. Im Schloss befand sich eine reichhaltige Sammlung von Porträts, Gemälden und Möbeln. 1948 wurde das Schloss aus dem Besitz der Familie Přibyl verstaatlicht. Beim Umbau zu einer Schule in den 1950er Jahren verlor die Anlage ihren einstigen Reiz. Umgeben wird es vom ehemaligen Schlosspark
- Kirche der hl. Anna, errichtet 1851–1854
- Barocke Statuen der hll. Johannes von Nepomuk und Erasmus vor der Kirche, sie entstanden im 18. Jahrhundert
- Naturlehrpfad Vejrovské zemanství
- Kreuz auf dem ehemaligen Friedhof an der Straße von Veselíčko nach Jestřebice
- Kapelle des hl. Adalbert in Bilina

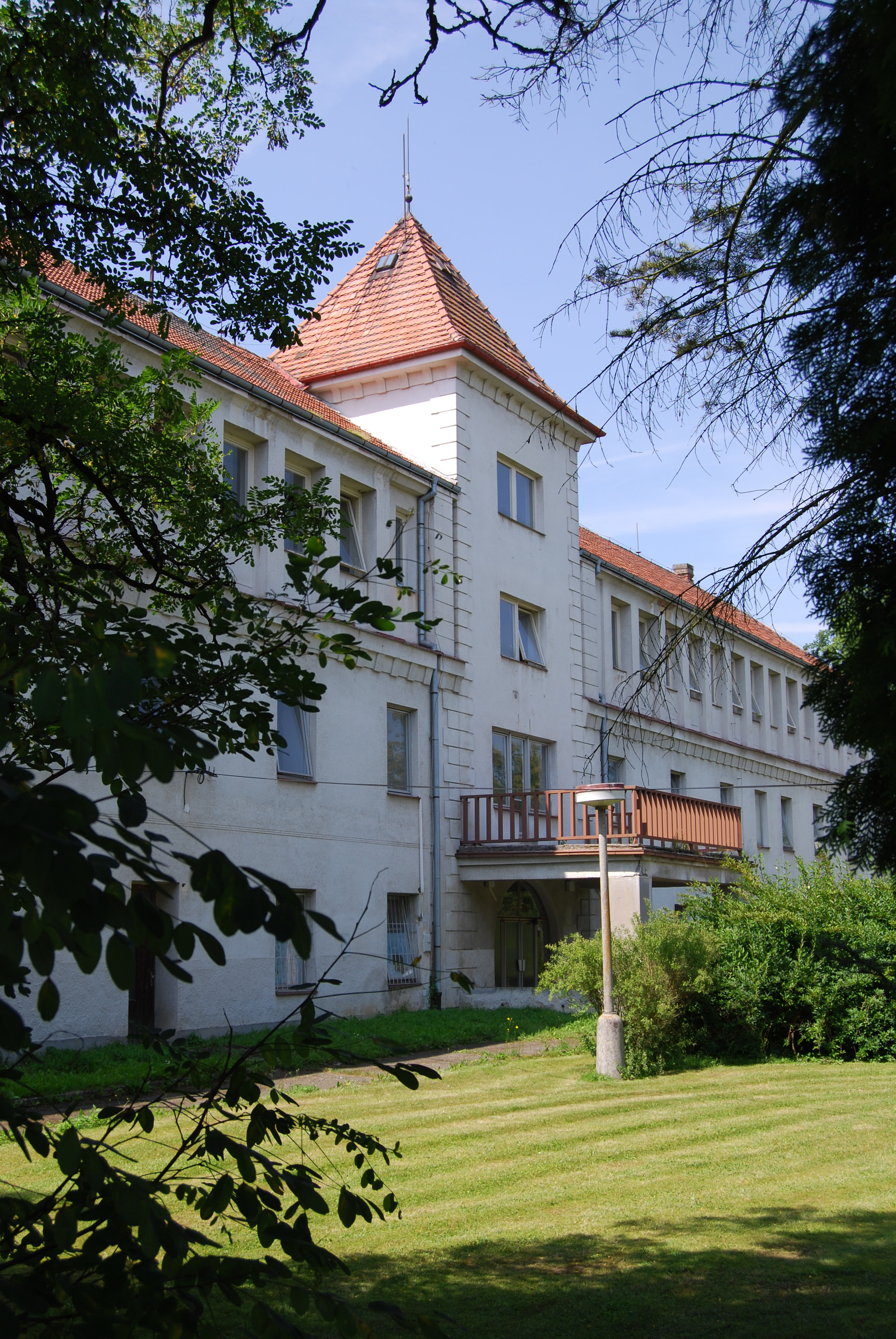
Schloss Veselíčko
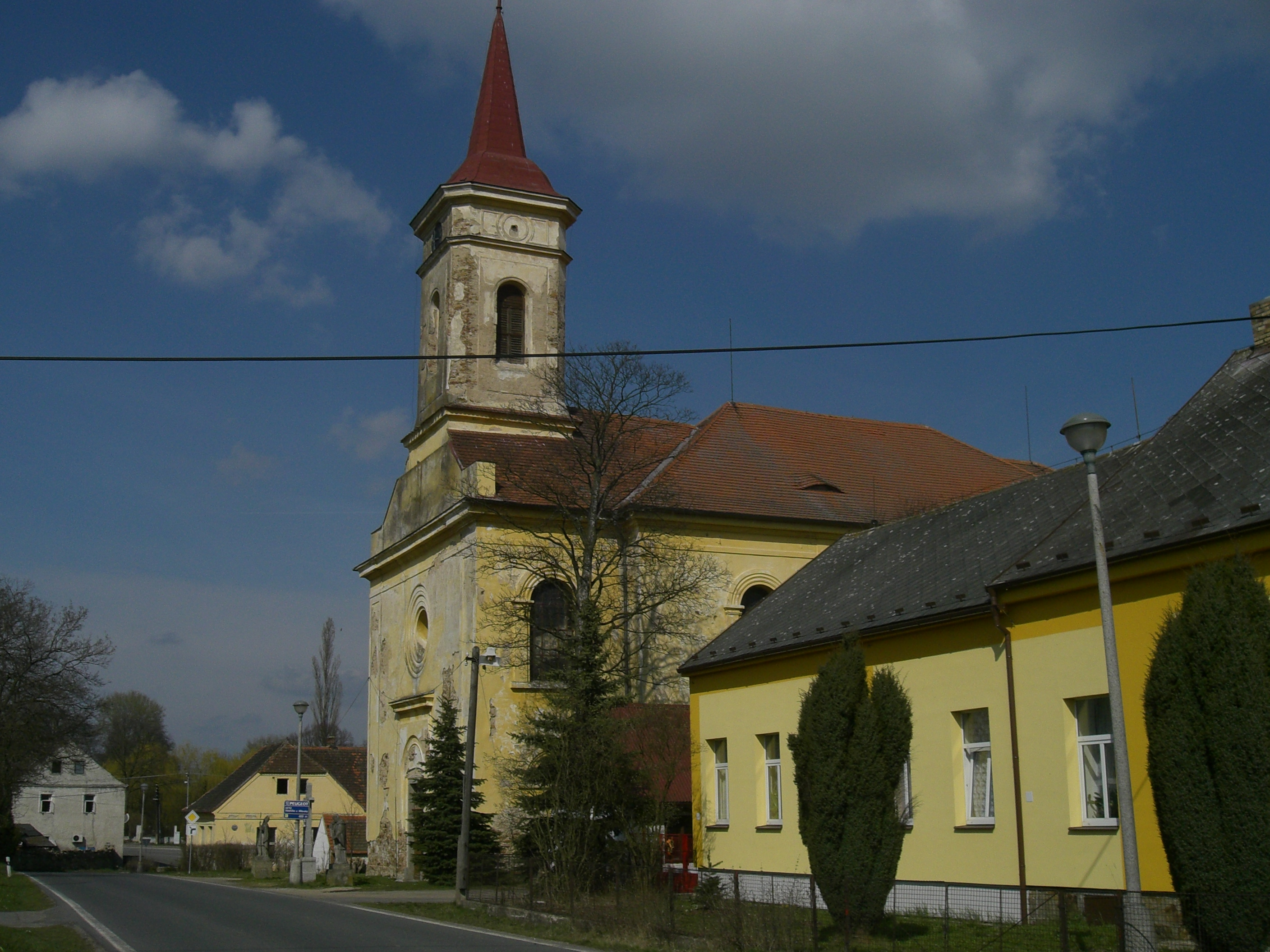
Kirche der Hl. Anna
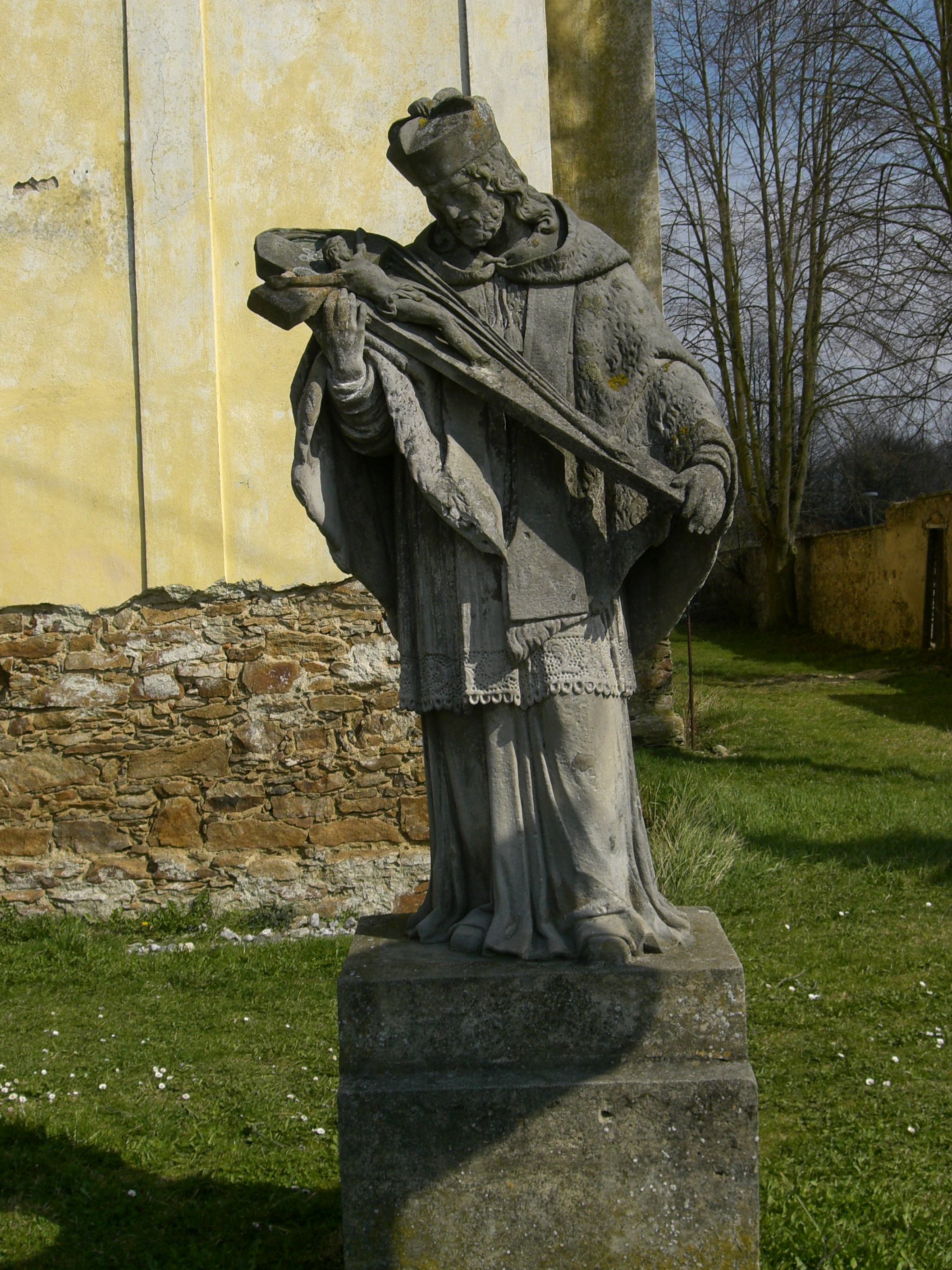
Statue des Hl. Johannes von Nepomuk
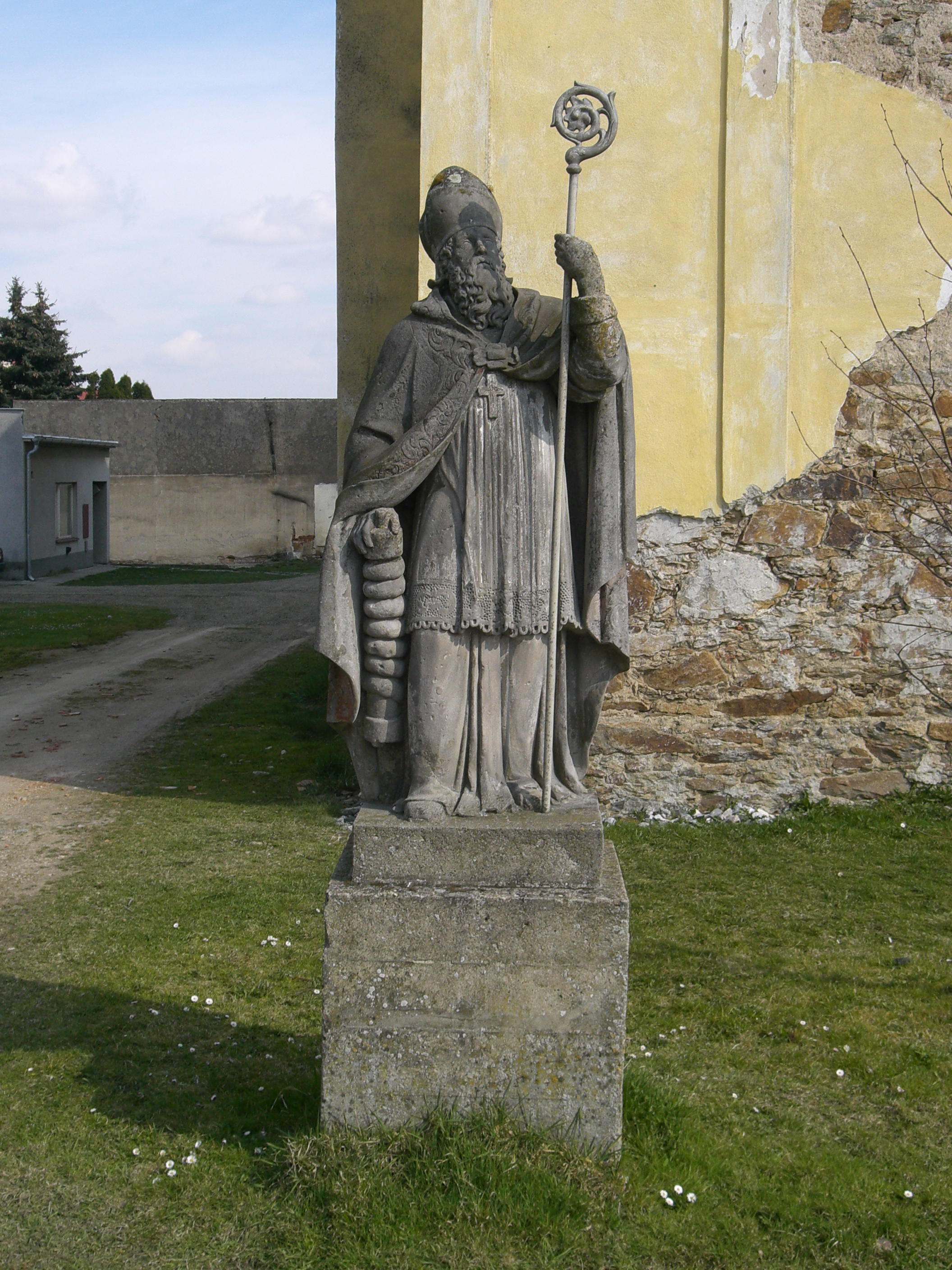
Statue des Hl. Erasmus